# Des hommes et des dieux
Pour les articles homonymes, voir Des hommes et des dieux (homonymie).
Pour plus de détails, voir Fiche technique et Distribution.
Des hommes et des dieux est un film français dramatique réalisé par Xavier Beauvois, sorti en 2010.
Le film est librement inspiré de l'assassinat des moines de Tibhirine en Algérie en 1996. Il retrace la vie quotidienne des moines et leurs interrogations face à la montée de la violence durant les mois précédant leur enlèvement lors de la guerre civile algérienne.
Ce film a été présenté le 18 mai 2010, dans le cadre de la compétition officielle du Festival de Cannes 2010 et a reçu le Grand prix du jury. Produit par Why Not Productions et Arches Films, il est sorti en France le 8 septembre 2010.
Des hommes et des dieux a reçu un bon accueil de la part du public, restant quatre semaines en tête du box-office en France. Il a également suscité, dans les médias, un regain d'attention pour l'histoire des moines de Tibhirine, les circonstances de leur assassinat, la guerre civile algérienne des années 1990, et le dialogue interreligieux.
Il a obtenu le 25 février 2011 le César du meilleur film pour l'année 2010.

## Synopsis
Un monastère dans un village isolé au milieu des montagnes algériennes, dans les années 1990. Une petite communauté de moines catholiques y est installée. Ils ont une vie simple, austère, rythmée par la prière et les tâches quotidiennes. L'ordre cistercien, auquel ils appartiennent, est centré sur la contemplation, soutenue par la prière commune, les chants liturgiques mais aussi des temps de silence. Une place importante est accordée au travail de la terre, à l'aide aux démunis, aux soins apportés aux malades. Le monastère sert en effet de dispensaire médical pour la population locale. Un des moines, frère Luc, est médecin et accueille chaque jour des personnes souffrantes,,,.
Les moines ont des relations fraternelles avec les musulmans vivant aux alentours. Mais progressivement, la violence et la terreur, liées à la guerre civile algérienne, gagnent la région. De nombreux civils sont assassinés, victimes du conflit entre les groupes islamistes terroristes et l'armée algérienne. Des ouvriers croates sont égorgés, non loin du monastère. L'armée propose sa protection aux moines, qui la refusent. Un groupe de terroristes pénètre de force dans le monastère lors de la nuit de Noël,,,, mais repart paisiblement.
Se pose alors, avec de plus en plus d'acuité, la question du départ. Faut-il rester dans ce monastère, auprès des villageois qui comptent sur la présence des religieux, mais en courant le risque d'être enlevés et tués ? Ou doivent-ils partir s'établir ailleurs ? Les moines sont amenés à se poser cette question difficile, qui éprouve leur foi, leur courage, et leur attachement à cette terre et à ses habitants. La vie quotidienne et la prière de la communauté sont habitées par cette tension dramatique. Sont en jeu leurs relations au sein de leur communauté, les liens profonds qui les unissent à la population, et l’esprit de paix et de charité qu’ils veulent opposer à la violence sévissant dans le pays,,,.

## Fiche technique
- Titre original : Des hommes et des dieux
- Réalisation : Xavier Beauvois
- Scénario : Étienne Comar, avec l'adaptation et les dialogues de Xavier Beauvois
- Musique : Mike Kourtzer
- Direction artistique : Yann Mégard
- Décors : Michel Barthélémy
- Costumes : Marielle Robaut
- Photographie : Caroline Champetier
- Son : Jean-Jacques Ferran, Loïc Prian, Éric Bonnard
- Montage : Marie-Julie Maille
- Production : Pascal Caucheteux, Étienne Comar et Grégoire Sorlat
  - Production déléguée : Martine Cassinelli, Jean-David Lefebvre et Frantz Richard
- Sociétés de production[5] : Why Not Productions, Armada Films et France 3 Cinéma, avec la participation de France Télévisions, Canal+, CinéCinéma et du CNC, en association avec Cinémage 4, Cofinova 6 et Soficinéma 6
- Sociétés de distribution[6] : Mars Distribution (France) ; Benelux Film Distribution (Belgique) ; Métropole Films Distribution (Québec) ; Frenetic Films (Suisse romande)
- Budget : 3 994 174 €[7]
- Pays de production :  France
- Langue originale : français, arabe
- Format[8] : couleur - 35 mm - 2,35:1 (Cinémascope) - son Dolby Digital
- Genre : drame, historique
- Durée : 122 minutes
- Dates de sortie[9] :
  - France : 18 mai 2010 (Festival de Cannes) ; 9 juillet 2010 (Festival Paris Cinéma) ; 8 septembre 2010 (sortie nationale)
  - Belgique, Suisse romande : 8 septembre 2010[10],[11]
  - Québec : 25 février 2011[12]
- Classification[13] :
  - France : tous publics[14]
  - Belgique : tous publics (Alle Leeftijden)[10]
  - Suisse romande : interdit aux moins de 10 ans[15]
  - Québec : 13 ans et plus (13+ / 13 years and over)[12]

## Distribution
- Lambert Wilson : Christian
- Michael Lonsdale : Luc
- Olivier Rabourdin : Christophe
- Philippe Laudenbach : Célestin
- Jacques Herlin : Amédée
- Loïc Pichon : Jean-Pierre
- Xavier Maly : Michel
- Jean-Marie Frin : Paul
- Abdelhafid Metalsi : Nouredine
- Sabrina Ouazani : Rabbia
- Abdallah Moundy : Omar
- Olivier Perrier : Bruno
- Farid Larbi : Alli Fayattia
- Adel Bencherif : le terroriste[16]
- Benaïssa Ahaouari : Sidi Larbi
- Idriss Karimi : Hadji
- Abdellah Chakiri : le colonel

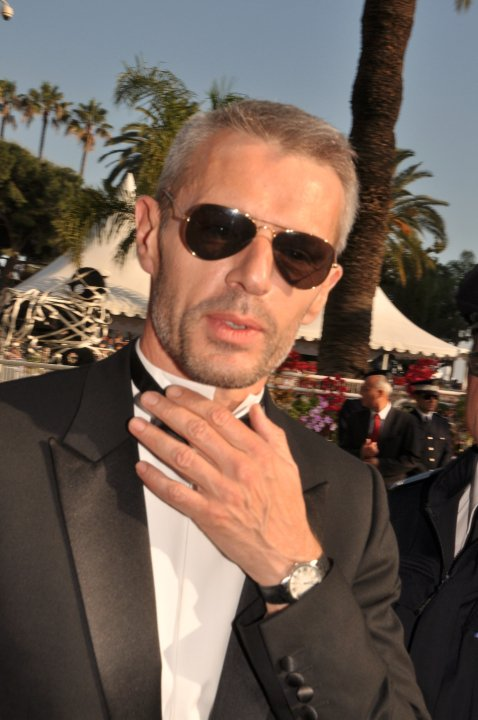
Lambert Wilson.

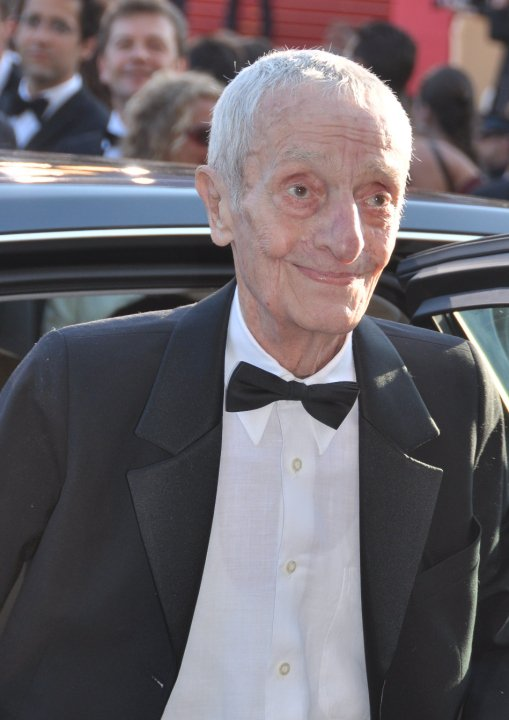
Jacques Herlin.

- Goran Kostić : le chef de chantier croate
- Stanislas Stanic : ouvrier croate 1
- Arben Bajraktaraj : ouvrier croate 2
- Zhour Laamri : la femme de Sidi Larbi
- Raouya : La villageoise
- Farid Bouslam : Ahmed
- Fadia Assal : la femme de Nouredine
- Maria Bouslam : Saloua
- Soukaïna Bouslam : La fille de Saloua
- Rabii Ben Johail : terroriste 1
- Saïd Naciri : terroriste 2
- Hamid Aboutaieb : terroriste 3
- El Alaoui El Hassan : le berger

## Production

### Sujet à l’origine du film

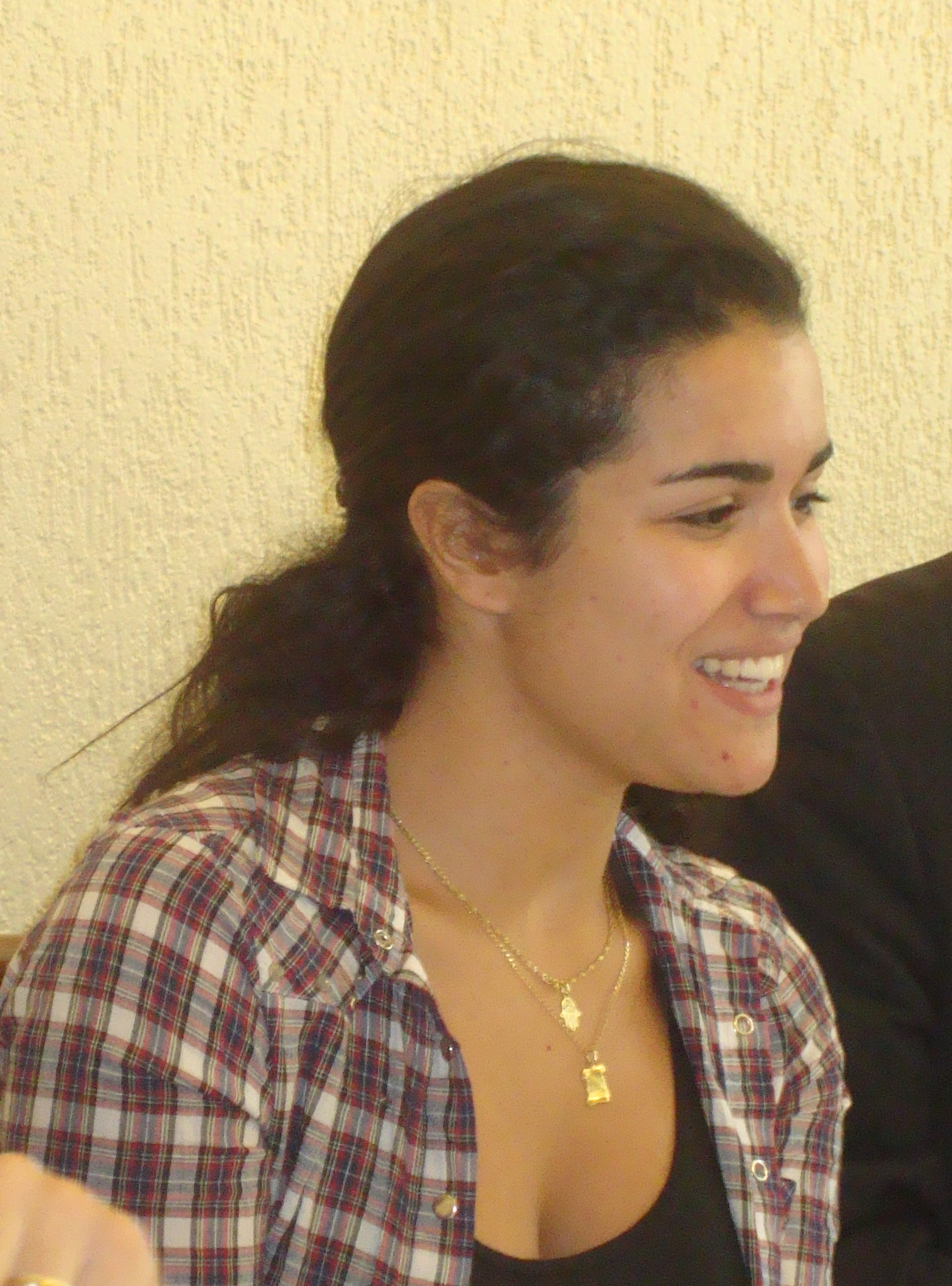
Sabrina Ouazani joue une des habitantes de Tibhirine.

Le film s’inspire de la vie des moines de Tibhirine, enlevés et assassinés en 1996. Le monastère de Tibhirine est établi dans les montagnes de l’Atlas, en Algérie. Les moines appartiennent à l'Ordre cistercien de la stricte observance, et suivent la Règle de saint Benoît. Ils sont huit à être présents à Tibhirine en 1996. Leur vie est marquée par un climat de silence, de prière commune mais aussi d’hospitalité et de partage au profit des pauvres et des étrangers.
Dans la nuit du 26 au 27 mars 1996, en pleine guerre civile algérienne, ils sont neuf au monastère, un frère étant venu du Maroc pour visiter la communauté. Sept d'entre eux sont enlevés par un groupe armé. Le 21 mai 1996, un communiqué, attribué au Groupe islamique armé, revendique l'assassinat des moines. Le 30 mai 1996, le gouvernement algérien annonce avoir retrouvé les têtes des sept moines sur une route près de Médéa. L’identité des assassins et les circonstances exactes de leur mort demeurent à ce jour controversées. En France, une action judiciaire est en cours depuis 2003,,,.
Les sept moines assassinés sont Christian de Chergé, âgé de 59 ans, moine depuis 1969 et en Algérie depuis 1971, prieur de la communauté depuis 1984 ; frère Luc Dochier, 82 ans, moine depuis 1941, en Algérie depuis 1947 (médecin, il soigne gratuitement ceux qui viennent le voir) ; frère Christophe Lebreton, 45 ans, frère Michel Fleury, 52 ans, frère Bruno Lemarchand, 66 ans, frère Célestin Ringeard, 62 ans et frère Paul Favre-Miville, 57 ans,. Les deux moines ayant échappé à l’enlèvement sont frère Jean-Pierre et frère Amédée.

### Scénario et tournage

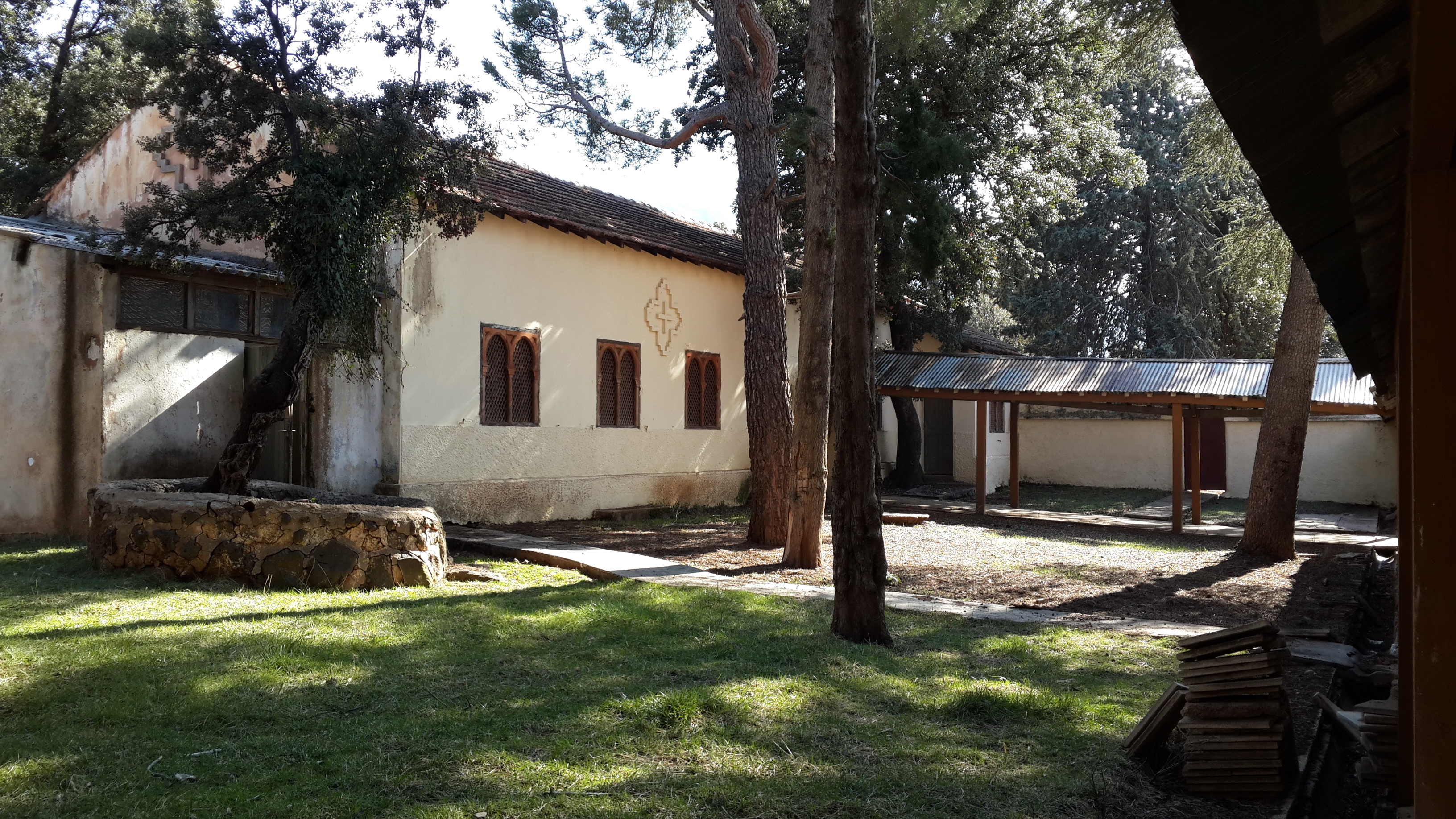
Le cloître de Tioumliline où le tournage a eu lieu.

En avril 2006, le producteur Étienne Comar voit le documentaire Le Testament de Tibhirine, réalisé par Emmanuel Audrain, sur la disparition des moines. Cela lui donne le désir de consacrer un film aux moines de Tibhirine. En 2009, après avoir écrit une première mouture du scénario, Étienne Comar propose ce sujet au réalisateur Xavier Beauvois, « parce qu'il a toujours une empathie très forte pour ses personnages, tout en gardant un souci presque documentaire ». Tous deux rédigent ensemble la version finale du scénario, dont l'angle d'attaque est la volonté, de la part des moines, de rester en Algérie malgré les risques que ce choix représentait. Ils se sont inspirés des écrits de deux des moines assassinés, le prieur Christian de Chergé et Christophe Lebreton.
Les acteurs du film ont préparé le tournage en faisant un séjour à l'abbaye Notre-Dame de Tamié, au-dessus d'Albertville, en Savoie, où quatre des moines de Tibhirine étaient passés avant d'aller en Algérie. Ils y ont logé une semaine dans une cellule monastique, et se sont formés au chant grégorien et liturgique auprès de François Polgár, ancien chef de chœur à l'opéra de Paris et chef de chœur des Petits Chanteurs de Sainte-Croix de Neuilly,,.
L'équipe du film a également reçu l'aide d'Henry Quinson, traducteur et auteur d'ouvrages sur les moines de Tibhirine, qui a vérifié la pertinence du scénario, des décors, des costumes et des chants du point de vue de la vie monastique. Il a aussi conseillé les acteurs jouant les rôles des moines. Le scénario a été présenté aux familles des victimes et aux moines de l'abbaye de Tamié.
Les conditions de sécurité n'étant pas réunies dans le monastère de Tibhirine, le tournage a eu lieu au Maroc, dans l'ancien monastère bénédictin de Toumliline, lieu historique de réunion chaque été des libéraux du Maroc entre 1956 et 1966, situé à 1 600 mètres d'altitude, dans le massif de l'atlas, au Maroc.

## Musique du film
La bande originale épouse de près les émotions des personnages du drame. L'essentiel de la musique qui accompagne le film est en effet chantée par les moines eux-mêmes, lors des offices de la liturgie des heures. L'album présente quinze extraits sonores du film : trois sont des textes parlés, onze sont des prières chantées, un seul est symphonique reprenant la scène finale du ballet Le Lac des cygnes de Tchaïkovski.
Le premier texte, L'Amour selon frère Luc est dit par Michael Lonsdale, le dernier (no 15 de l'album) Testament spirituel de frère Christian par Lambert Wilson. Le Notre Père dans sa version œcuménique est récité par les sept moines (no 7). Les autres prières sont des chants liturgiques psalmodiés ou polyphoniques (à deux voix) propres aux rites de l'Ordre cistercien de la stricte observance, chantés a cappella par les acteurs eux-mêmes, performance qui amplifie l'intensité dramatique et qu'ils ont préparée par de nombreuses répétitions avant le tournage. Pour le réalisateur Xavier Beauvois, cet apprentissage en commun du chant monastique participait déjà du travail des acteurs pour être ensemble et bien en phase avec leurs rôles. Les hymnes, fondées sur le mystère pascal, sont des compositions de Didier Rimaud et de Marcel Joseph Godard. Le seul morceau symphonique du film, le no 14 du CD, est extrait du ballet Le Lac des cygnes, moment où le prince demande pardon à Odette, la femme/cygne, qui meurt en tombant dans ses bras. Cette musique est jouée au moment du dernier repas des moines, précédant la nuit de leur enlèvement.
La bande annonce utilise la musique du deuxième mouvement de la symphonie nº 7 de Beethoven. Ce mouvement est utilisé dans la dernière partie du film, lorsque les moines sont emmenés à travers l'Atlas avant leurs exécutions.

## Accueil

### Accueil critique

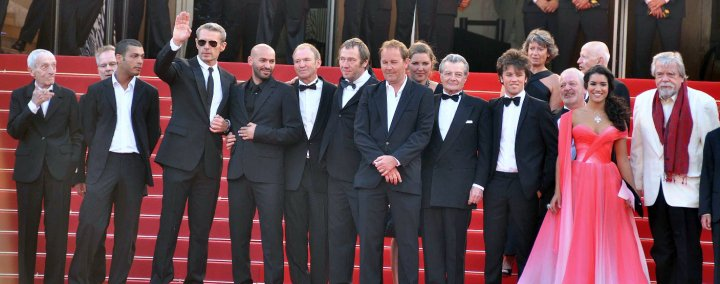
L'équipe du film au festival de Cannes

Lors de sa présentation au festival de Cannes, le 18 mai 2010, Des hommes et des dieux reçoit un accueil très favorable de la part des spectateurs et de la presse, plaçant le film parmi les favoris pour le palmarès du festival,,,,. Le film est ovationné pendant plus de dix minutes à la fin de la projection officielle,. Le 24 mai, il obtient le Grand prix du festival de Cannes 2010.

### Sortie en France
Lors de sa sortie en France, le film réalise de bons résultats avec près de 70 000 entrées le premier jour, et 467 950 à la fin de la première semaine,. Il est ainsi premier au classement hebdomadaire des films. Ce succès inattendu encourage davantage d'exploitants à le programmer. Il est présent dans un plus grand nombre de salles en deuxième semaine, et il attire plus de spectateurs. Le film passe le cap du million d'entrées au bout de quinze jours,. Signe d'un bon bouche-à-oreille chez les spectateurs, le film perd peu d'entrées d'une semaine à l'autre,. Il reste quatre semaines en tête du classement hebdomadaire des entrées en France et dépasse les trois millions d'entrées au bout de onze semaines d'exploitation. Il se classe à la 12e place du box-office annuel avec 3 202 645 spectateurs, et surtout comme le film le plus rentable en salles de l'année avec un taux d'amortissement de 229 %.
Le film sort en DVD et Blu-ray le 23 février 2011, avec un bonus de 20 minutes : Les sacrifiés de Tibéhirine : complément d'enquête. Il est vendu à plus de 100 000 exemplaires dès la première semaine.

### Dans le monde
Les droits de diffusion du film ont été achetés par une cinquantaine de pays. La plupart des sorties nationales se sont déroulées entre novembre 2010 et mars 2011,.
En Italie, le film sort le 22 octobre. Il se classe plusieurs semaines d'affilée entre la 10e et la 15e place du box-office hebdomadaire,. Au Royaume-Uni et en Allemagne, le film sort en décembre 2010. Bien qu'il ne soit diffusé que dans un petit nombre de salles, il reste trois semaines dans les 15 meilleurs résultats du box-office hebdomadaire de ces deux pays,,. Il obtient des résultats similaires en Espagne, en Norvège et en Suisse. En nombre d'entrées, cela se traduit par 230 000 spectateurs en Allemagne ainsi qu'en Italie.

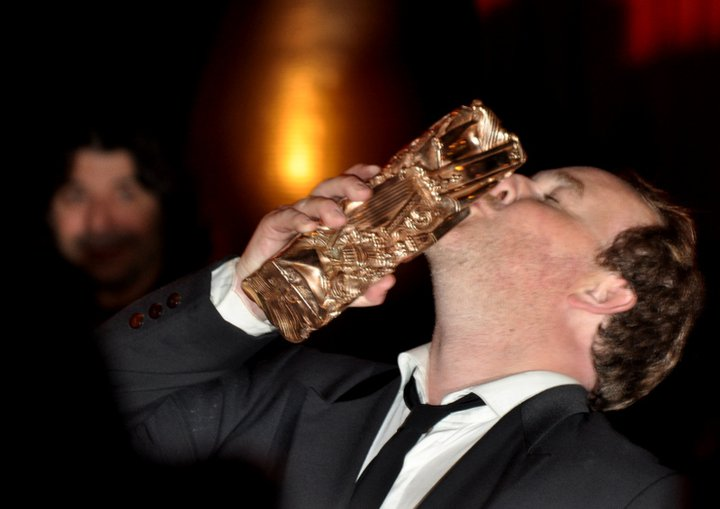
Xavier Beauvois et son César du meilleur film.

Aux États-Unis, il ne sort, fin février 2011, que dans 33 salles (les films les plus importants sortent dans un réseau de près de 3000 salles) mais reçoit, de façon générale, un bon accueil des critiques. Ces dernières doivent faire preuve de pédagogie pour expliquer aux lecteurs et spectateurs le contexte historique propre au sujet du film. Il se classe à la 23e place du box-office hebdomadaire, et est ainsi en première position du classement des recettes moyennes par salle. Les six semaines suivantes, il se maintient dans les 25 premiers du box-office. Il fait partie des 100 films en langue étrangère ayant obtenu le plus de succès aux États-Unis depuis 1980 et des cinquante films français ayant fait, depuis 1979, une recette supérieure à 3 900 000 de dollars dans ce pays. Cela représente près de 500 000 entrées.

## Distinctions
Entre 2010 et 2012, Des hommes et des dieux a été sélectionné 59 fois dans diverses catégories et a remporté 20 récompenses,.

### Distinctions 2010
| Cérémonie ou récompense                        | Catégorie / Récompense                         | Nommé(es) / Lauréat(es)                                              | Nommé(es) / Lauréat(es) |
| ---------------------------------------------- | ---------------------------------------------- | -------------------------------------------------------------------- | ----------------------- |
| Association des critiques de cinéma de Toronto | Meilleur film en langue étrangère              | Des hommes et des dieux                                              | Nomination              |
| Cercle des critiques de cinéma de Dublin       | Meilleur film                                  | Des hommes et des dieux                                              | Nomination              |
| Conseil national d'examen du cinéma            | Prix NBR du meilleur film en langue étrangère  | Des hommes et des dieux                                              | Lauréat                 |
| Festival de Cannes                             | Prix Cinéma de l'Education Nationale           | Xavier Beauvois                                                      | Lauréat                 |
| Festival de Cannes                             | Grand Prix du Jury                             | Xavier Beauvois                                                      | Lauréat                 |
| Festival de Cannes                             | Prix du Jury Œcuménique                        | Xavier Beauvois                                                      | Lauréat                 |
| Prix du cinéma européen                        | Meilleur film européen                         | Xavier Beauvois, Pascal Caucheteux, Grégoire Sorlat et Étienne Comar | Nomination              |
| Prix du cinéma européen                        | Meilleur directeur de la photographie européen | Caroline Champetier                                                  | Nomination              |

### Distinctions 2011
| Cérémonie ou récompense                                                          | Catégorie / Récompense                                          | Nommé(es) / Lauréat(es)                                              | Nommé(es) / Lauréat(es) |
| -------------------------------------------------------------------------------- | --------------------------------------------------------------- | -------------------------------------------------------------------- | ----------------------- |
| Association des critiques de cinéma de Dallas-Fort Worth                         | Meilleur film en langue étrangère                               | Des hommes et des dieux                                              | Nomination              |
| Cercle des critiques de cinéma de Londres                                        | Prix ALFS du meilleur film en langue étrangère de l'année       | Des hommes et des dieux                                              | Lauréat                 |
| Cercle féminin des critiques de cinéma                                           | Meilleures images masculines dans un film                       | Des hommes et des dieux                                              | Nomination              |
| César                                                                            | César du meilleur film                                          | Pascal Caucheteux, Grégoire Sorlat, Étienne Comar et Xavier Beauvois | Lauréat                 |
| César                                                                            | César du meilleur acteur dans un second rôle                    | Michael Lonsdale                                                     | Lauréat                 |
| César                                                                            | César de la meilleure photographie                              | Caroline Champetier                                                  | Lauréat                 |
| César                                                                            | Meilleur réalisateur                                            | Xavier Beauvois                                                      | Nomination              |
| César                                                                            | Meilleur acteur                                                 | Lambert Wilson                                                       | Nomination              |
| César                                                                            | Meilleur acteur dans un second rôle                             | Olivier Rabourdin                                                    | Nomination              |
| César                                                                            | Meilleur son                                                    | Vincent Guillon, Jean-Jacques Ferran et Eric Bonnard                 | Nomination              |
| César                                                                            | Meilleurs costumes                                              | Marielle Robaut                                                      | Nomination              |
| César                                                                            | Meilleurs décors                                                | Michel Barthélémy                                                    | Nomination              |
| César                                                                            | Meilleur montage                                                | Marie-Julie Maille                                                   | Nomination              |
| César                                                                            | Meilleur scénario original                                      | Étienne Comar et Xavier Beauvois                                     | Nomination              |
| Esprit du film indépendant                                                       | Meilleur film étranger                                          | Xavier Beauvois                                                      | Nomination              |
| Etoiles d'or de la Presse du Cinéma Français                                     | Étoile d’or du film français                                    | Xavier Beauvois                                                      | Lauréat                 |
| Etoiles d'or de la Presse du Cinéma Français                                     | Meilleur réalisateur                                            | Xavier Beauvois                                                      | Nomination              |
| Etoiles d'or de la Presse du Cinéma Français                                     | Meilleur premier rôle masculin français                         | Lambert Wilson                                                       | Nomination              |
| Festival de l'Audiovision Valentin Haüy                                          | Meilleur long métrage                                           | Xavier Beauvois                                                      | Nomination              |
| Festival international du film de Palm Springs                                   | Prix FIPRESCI du meilleur film en langue étrangère              | Xavier Beauvois                                                      | Lauréat                 |
| Globes de Cristal                                                                | Globe de Cristal du meilleur acteur                             | Michael Lonsdale                                                     | Lauréat                 |
| Globes de Cristal                                                                | Meilleur film                                                   | Xavier Beauvois                                                      | Nomination              |
| Grand Prix international de doublage (Gran Premio Internazionale del Doppiaggio) | Prix du film du meilleur acteur de doublage voix de second rôle | Bruno Alessandro                                                     | Lauréat                 |
| Lumières de la presse étrangère                                                  | Lumière du meilleur film                                        | Des hommes et des dieux                                              | Lauréat                 |
| Lumières de la presse étrangère                                                  | Lumière du meilleur acteur                                      | Michael Lonsdale                                                     | Lauréat                 |
| Lumières de la presse étrangère                                                  | Meilleur acteur                                                 | Lambert Wilson                                                       | Nomination              |
| Lumières de la presse étrangère                                                  | Meilleure mise en scène                                         | Xavier Beauvois                                                      | Nomination              |
| Prix Amanda                                                                      | Meilleur long métrage étranger                                  | Xavier Beauvois                                                      | Nomination              |
| Prix BBC Four World Cinema (BBC Four World Cinema Awards)                        | Prix BBC Four World Cinema                                      | Des hommes et des dieux                                              | Nomination              |
| Prix David di Donatello                                                          | Meilleur film européen                                          | Xavier Beauvois                                                      | Nomination              |
| Prix du cinéma pour la paix (Cinema for Peace Awards)                            | Prix du cinéma pour la paix                                     | Film le plus précieux de l'année                                     | Lauréat                 |
| Récompenses des arts du cinéma et de la télévision de la British Academy         | Meilleur film en langue étrangère                               | Xavier Beauvois                                                      | Nomination              |
| Société des critiques de cinéma de San Diego                                     | Meilleur film en langue étrangère                               | Des hommes et des dieux                                              | Nomination              |
| Société des critiques de cinéma internationale                                   | Prix ICS de la meilleure image non publiée en 2010              | Des hommes et des dieux                                              | Lauréat                 |
| Syndicat français de la critique de cinéma et des films de télévision            | Prix de la critique du meilleur film                            | Des hommes et des dieux                                              | Lauréat                 |
| Syndicat national des journalistes cinématographiques italiens                   | Meilleur réalisateur européen                                   | Xavier Beauvois                                                      | Nomination              |

### Distinctions 2012
| Festivals de cinéma                                                                         | Catégorie / Récompense                          | Nommé(es) / Lauréat(es)                                             | Nommé(es) / Lauréat(es) |
| ------------------------------------------------------------------------------------------- | ----------------------------------------------- | ------------------------------------------------------------------- | ----------------------- |
| Association argentine des critiques de cinéma (Argentinean Film Critics Association Awards) | Condor d'argent du meilleur film étranger       | Xavier Beauvois                                                     | Lauréat                 |
| Association des critiques de cinéma du centre de l'Ohio                                     | Prix COFCA du meilleur film en langue étrangère | Des hommes et des dieux                                             | Lauréat                 |
| Association des critiques de cinéma du centre de l'Ohio                                     | Meilleur film passé inaperçu                    | Xavier Beauvois                                                     | Nomination              |
| Bodil                                                                                       | Meilleur film non américain                     | Xavier Beauvois                                                     | Nomination              |
| Cercle des écrivains de cinéma, Espagne (Cinema Writers Circle Awards, Spain)               | Meilleur film étranger                          | Xavier Beauvois                                                     | Nomination              |
| Champs-Élysées Film Festival                                                                | Le clin d'oeil à Lambert Wilson                 | Xavier Beauvois                                                     | Nomination              |
| Prix Christopher (Christopher Awards)                                                       | Prix Christopher du meilleur long métrage       | Xavier Beauvois, Pascal Caucheteux, Étienne Comar et Frantz Richard | Lauréat                 |
| Prix du guide de cinéma (MovieGuide Awards)                                                 | Film le plus inspirant                          | Des hommes et des dieux                                             | Nomination              |
| Roberts - Prix du cinéma danois                                                             | Meilleur film non américain                     | Xavier Beauvois                                                     | Nomination              |
| Société des critiques de cinéma internationale (International Cinephile Society Awards)     | Meilleur film en langue étrangère               | Des hommes et des dieux                                             | Nomination              |
| Société des critiques de cinéma internationale (International Cinephile Society Awards)     | Meilleur acteur dans un second rôle             | Michael Lonsdale                                                    | Nomination              |

### Sélections
- Festival Cinéma Télérama 2011 : Sélection Télérama pour Xavier Beauvois.

## Analyse
Le titre « Des hommes et des dieux » fait allusion au psaume 82, dont ces versets sont placés au tout début du film : « Je l’ai dit : vous êtes des dieux, des fils du Très-Haut, vous tous ! Pourtant, vous mourrez comme des hommes, comme les princes, tous, vous tomberez ! » (Ps 82, 6-7).

### Le thème du sacrifice
Le film de Xavier Beauvois ne montre pas l’assassinat des moines. Il ne propose pas d’hypothèse sur les circonstances de leur mort. Le drame que vivent les personnages n’est pas non plus un prétexte pour traiter, de façon détaillée, de la guerre civile algérienne. Il s’agit avant tout, pour le réalisateur et son équipe, de montrer la vie quotidienne des moines dans les années qui précèdent leur enlèvement. Les évènements politiques et leurs répercussions locales sont abordés du point de vue des frères cisterciens, selon la vocation de prière et de charité qui est la leur. L’accent est mis sur la liturgie vécue en commun, qui les soutient dans les épreuves, et les relations fraternelles avec les habitants des villages environnants,,,.

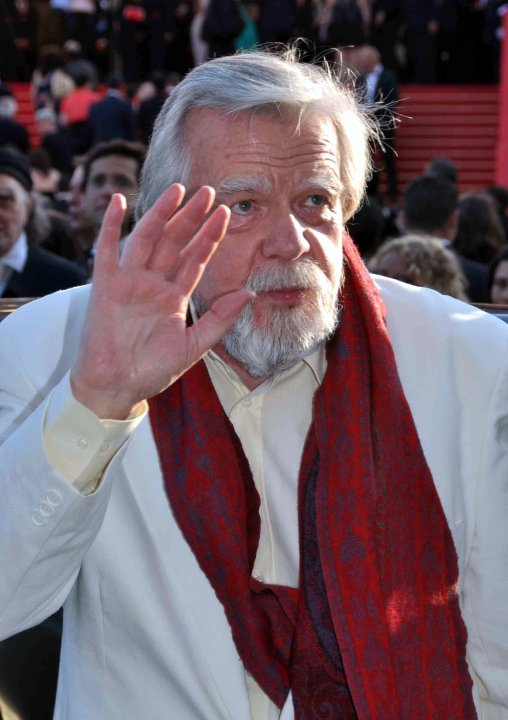
Michael Lonsdale joue le rôle de frère Luc.

La guerre civile est évoquée par la tension qui monte, dans la région, et le monastère. Le réalisateur met alors l’accent sur le regard fraternel, exempt de parti pris, que les moines veulent poser sur les habitants de la région, que ceux-ci soient partisans des groupes islamiques présents dans la montagne, ou favorables à l’armée algérienne. Le véritable combat des frères cisterciens est intérieur : partir ou non. Le film place les spectateurs au cœur de ce choix éthique, qui va dévoiler un peu plus l’intériorité et les motivations profondes de chacun des personnages,,,. Il propose ainsi une interrogation sur l'exercice de la liberté face à une terrible contrainte.
Le thème du sacrifice, voire du martyre, devient peu à peu majeur. La fiction épouse alors l’histoire avec la lecture, en voix off, d’extraits de la lettre testament du prieur des moines de Tibhirine, Christian de Chergé, qui aborde cette éventualité d’une mort violente qu’il n’aurait pas recherchée . Sans montrer le dénouement de l’histoire, la mort des moines et les conditions dans lesquelles elle s’est produite, Xavier Beauvois se focalise sur l’essentiel : le choix difficile, fait en conscience par ces hommes, de rester au monastère et près des populations locales victimes de la guerre civile dans cette région, quels que soient les risques encourus,,,. Ce thème du sacrifice culmine dans une séquence évoquant la Cène : la caméra, dans une série de travellings, dépeint le visage des moines dont l'émotion trahit le pressentiment d'une fin proche, lors d'un repas précédant leur enlèvement, qui sonne comme un repas d'adieu. Accompagnée par la musique du Lac des Cygnes, de Tchaïkovski, cette scène est considérée, par plusieurs observateurs, comme l'une des plus poignantes du film,.

### Le choix du réalisme

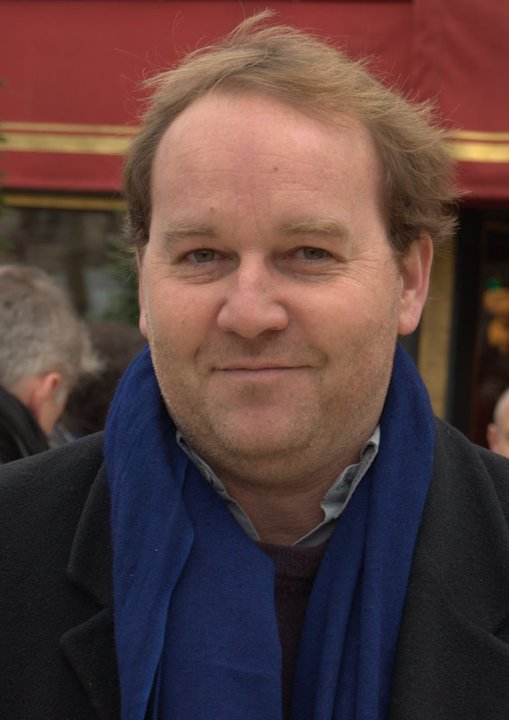
Xavier Beauvois, réalisateur du film, en février 2011.

L'authenticité du film sur la vie quotidienne des moines de Tibhirine est assurée par le souci du détail du réalisateur. À propos de son exigence de réalisme, Xavier Beauvois affirme : « Je suis très paranoïaque là-dessus ! J'aime savoir tout sur tout. L'idée de faire la moindre erreur me rend malade. En plus, c'est tellement facile d'être exact : il suffit de demander aux gens de métier. Non seulement ils savent ce qui est juste, mais en général ils sont heureux de le faire partager. […] Notre conseiller monastique, ne nous a pas quittés d'un pas pendant le tournage. La dimension documentaire est essentielle. ». Ce respect de l'histoire est aussi attesté par Jean-Pierre Schumacher, dernier survivant des frères présents au monastère, qui dit n'avoir pas ressenti de manque par rapport à l'histoire réelle en voyant le film. Il déclare notamment : « J'ai été ému de revoir les choses que nous avons vécues ensemble. Mais j'ai surtout ressenti une sorte de plénitude, aucune tristesse. J'ai trouvé le film très beau parce que son message est tellement vrai, même si la réalisation n'est pas toujours exacte par rapport à ce qui s'est passé. Mais cela n'a pas d'importance. L'essentiel, c'est le message. ».

### Une mise en scène épurée
Le film est remarqué pour la sobriété de la narration et de la mise en scène. Pour Jean Sévillia et Jean Christophe Buisson il n'y a « aucun trucage, aucune secousse dans un récit qui suit classiquement un cours chronologique, aucune concession à toute spectacularisation du drame : on est chez Alain Cavalier ou Robert Bresson plutôt que chez Martin Scorsese ou Mel Gibson.».
Ce dépouillement de la mise en scène est une des marques de Xavier Beauvois. Il déclare notamment : « Avec les bons films, tu ne vois rien, tout est très discret, les points de montage, les mouvements de caméra sont invisibles. Lorsque la mise en scène saute aux yeux, c'est qu'il y a un souci. ». Cette sobriété volontaire est suscitée aussi par le sujet traité, la vie simple et ritualisée des moines, que la caméra accompagne sans heurt,,. Xavier Beauvois : « Très vite, je me suis aperçu, qu'il était idiot de faire des travellings durant les offices. Des cadres fixes suffisaient, en respectant des axes purs de caméra. En revanche, lorsqu'ils sont en extérieur, ils sont plus mobiles, donc la caméra peut bouger. Je n'oublie pas que mon travail consiste à faire la mise en scène d'une mise en scène, en l'occurrence celle de la vie des moines, parfaitement réglée ».

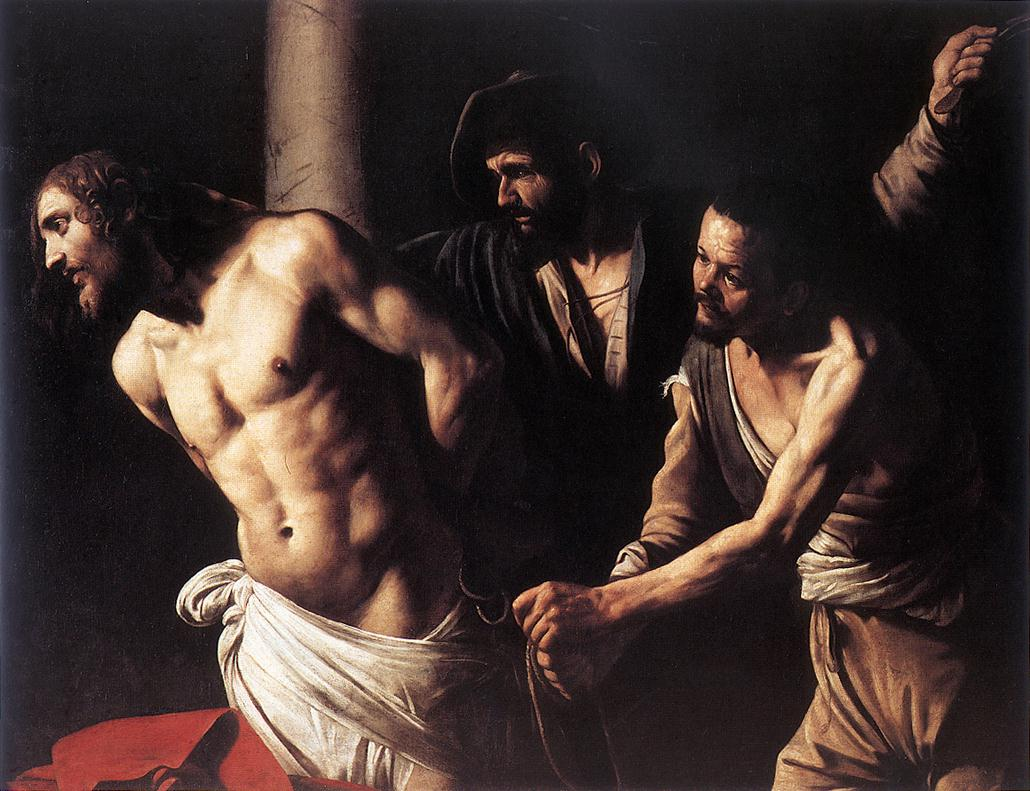
Le Caravage, Le Christ à la colonne (vers 1607).

L'habit monastique cistercien, limité au noir et blanc, est aussi pour lui une invitation à jouer d'une façon plus spécifique avec la lumière et le cadrage. Les travellings, essentiellement tournés en extérieur, lui sont alors inspirés par les travaux des moines et la beauté des paysages montagneux de l'Atlas,. Le dernier repas des moines, dans les murs du monastère, constitue une exception à cette règle. Il fait l'objet d'un long travelling, filmé en plan serré sur leurs visages, et qui contraste volontairement avec la mise en scène dominante jusque-là. « Pour que cette séquence fonctionne, j'ai pris le soin d'éviter de faire des gros plans sur les prêtres pendant la première heure et demie de film, afin qu'à ce moment-là, le spectateur soit touché en les voyant si proches. ».
Un soin particulier est apporté au cadrage, souvent décidé sur le tournage. Xavier Beauvois utilise fréquemment un objectif de 40 mm, assez proche de la scène, et qui maintient l'attention sur le travail de l'acteur. Le réalisateur et la directrice de la photographie, Caroline Champetier, se sont inspirés, pour plusieurs prises de vues, de tableaux de maitres,,. Ainsi, une reproduction du tableau du Caravage, Le Christ à la colonne tient un rôle important lors d'un monologue de frère Luc. Le tableau est d'abord filmé en fond flou, puis frère Luc s'en rapproche, et embrasse l'image du Christ, méditant sur l'outrage que subit Jésus de la part des personnages situés à sa droite. Lorsqu'un terroriste blessé est soigné au monastère, le cadrage évoque, fugitivement, le tableau La Lamentation sur le Christ mort d'Andrea Mantegna. Pour la dernière séquence du chapitre des moines, c'est Rembrandt, et ses autoportraits, qu'étudie Caroline Champetier « pour comprendre visuellement comment un homme se regarde »,.
Seul le long dernier plan-séquence, la pénible marche dans la neige vers le martyre, est tourné caméra à l'épaule et rompt l'harmonie du film en introduisant le malaise du chaos dans lequel la communauté est précipitée.

## Éditions en vidéo
- Date de sortie DVD : 23 février 2011